# تفسير ابن عرفة
تفسير ابن عرفة أحد كتب تفسير القران الكريم، ألفه ابن عرفة المالكي.

## أسلوب التفسير
يعد تفسير ابن عرفة تفسيرًا تحليليًا  رائعًا، وقد اهتم في تفسيره بالتالي: اهتمامه بمشكل التفسير وتوجيه المتشابه، وتصيد دقائق التفسير ولطائفه المنضبطة بضوابط اللغة وقواعد الشرع، مما تحتمله آيات الكتاب، وتعقب أقوال الأئمة في التفسير من ضريب ابن عطية الأندلسي والزمخشري والفخر وأبي حيان عاضدًا أو منتقدًا أو مستدركًا غير هياب ولا متردد، استفادته القصوى من جميع حقول المعرفة الإسلامية في تفسير كتاب الله.

## طبعات الكتاب
طُبع قديمًا من قِبَل دار النشر مركز البحوث بالكلية الزيتونية في تونس عام 1986، تحقيق حسن المناعي، ولكن هذه الطبعة لم تكتمل حيث لم يحتوي الكتاب سوى سورة الفاتحة وسورة البقرة، ثم طبع طبعةً حديثة من قبل دار الكتب العلمية في بيروت لبنان، تحقيق جلال الأسيوطي عام 2008، طُبع الكتاب طبعة كاملة شملت كل سور القران الكريم، في أربع مجلدات بلغت صفحاته 1736 صفحة.
ثم طُبع بعد ذلك طبعة محققة متقنة بتحقيق الدكتور محمد حوالة في خمسة مجلدات وطبعتها دارُ ابن حزم بيروت

## وصلات خارجية
- تحميل تفسير ابن عرفة المكتبة الوقفية
- تحميل تفسير ابن عرفة المكتبة الشاملة